# Szewach Weiss
Szewach Weiss (hebrejsky שבח וייס‎, 5. července 1935 – 3. nebo 4. února 2023) byl izraelský politolog, profesor a politik.

## Biografie
Narodil se v Borysławi v Polsku (nyní na Ukrajině). S pomocí dětského oddělení Żegoty unikl holocaustu a v roce 1947 odešel do mandátní Palestiny. Studoval na Hebrejské univerzitě v Jeruzalémě, kde v roce 1961 získal titul bakalář v oboru mezinárodních vztahů, poté titul magistra a posléze doktora politologie a současně hebraistiky. V roce 1975 se stal profesorem na univerzitě v Haifě.
V letech 1969–1981 byl členem městské rady Haify, poté byl ve volbách v roce 1981 poprvé zvolen do Knesetu za stranu Ma'arach. Mezi lety 1988–1992 byl místopředsedou Knesetu a v letech 1992–1996 jeho předsedou. Poslanecký mandát ztratil ve volbách v roce 1999.
V roce 2000 se stal předsedou rady Jad vašem. V letech 2001–2003 byl izraelským velvyslancem v Polsku.
Mluvil hebrejsky, jidiš, polsky, rusky a anglicky.